# 조일고등학교
조일고등학교(朝日高等學校)는 대한민국 대구광역시 동구 신평동에 위치한 사립 고등학교이다.

## 학교 연혁
- 1969년 4월 1일 : 보성기술학교 설립인가 (대구시 서구 비산동 706번지)
- 1974년 12월 1일 : 보성고등기술학교 설립인가
- 1978년 10월 1일 : 보성공업고등기술학교로 교명 변경
- 1985년 8월 1일 : 대구시 동구 신평동 50번지 신축교사로 이전
- 1992년 3월 1일 : 보성공업고등학교 교명 변경
- 1993년 7월 1일 : 이재섭 재단이사장 취임
- 1994년 3월 1일 : 학교법인 윤당교육재단 조일공업고등학교 교명 변경
- 1994년 10월 1일 : 신관 교사 준공식
- 2007년 6월 5일 : 영상전자과, 전자기계과 특성화학과 지정
- 2011년 1월 5일 : 조일로봇고등학교로 교명변경 인가 (e-로봇과, 생산자동화로봇과, 자동차로봇과, 로봇콘텐츠과 신설)
- 2012년 3월 1일 : 조일로봇고등학교 출범
- 2012년 3월 27일 : 학과 개편 및 특성화 학과 지정 (건축디자인과를 건축그래픽디자인과로 변경 및 특성화 학과 지정)
- 2016년 9월 1일 : 제5대 이문영 교장 취임
- 2018년 3월 1일 : 조일고등학교 출범
- 2019년 1월 9일 : 제42회 졸업식(졸업생 211명, 누적 21,542명)
- 2019년 3월 4일 : 2019학년도 입학식

## 설치 학과
- 컴퓨터디자인과
- 전자기계과
- 항공기계과
- 소방안전과
- 공군부사관과
- 뷰티아트과

## 참고 자료
- 조일고등학교 - 한국교육학술정보원 학교알리미